# 10-та група ССО армії США
10-та група сил спеціальних операцій армії США (англ. 10th Special Forces Group (United States) — військове формування, група сил спеціальних операцій армії США, призначена для виконання завдань спеціальних та загальновійськових операцій, ведення партизанської війни.

## Призначення
На 10-ту групу сил спеціальних операцій сухопутних військ покладаються основні завдання притаманних підрозділам спеціального призначення:
- ведення нетрадиційних бойових дій,
- забезпечення і підготовка військових формувань дружних іноземних держав,
- спеціальна розвідка,
- прямі бойові дії,
- визволення заручників та
- контртерористична діяльність.

10-та група спецоперацій підпорядковується командуванню спеціальних операцій «Європа» й на неї покладаються завдання в зоні відповідальності Європейського Командування Збройних сил США. З 2009 року до її зони діяльності включена Африка, а в разі необхідності підрозділи групи можуть залучатися для виконання завдань на Близькому Сході.

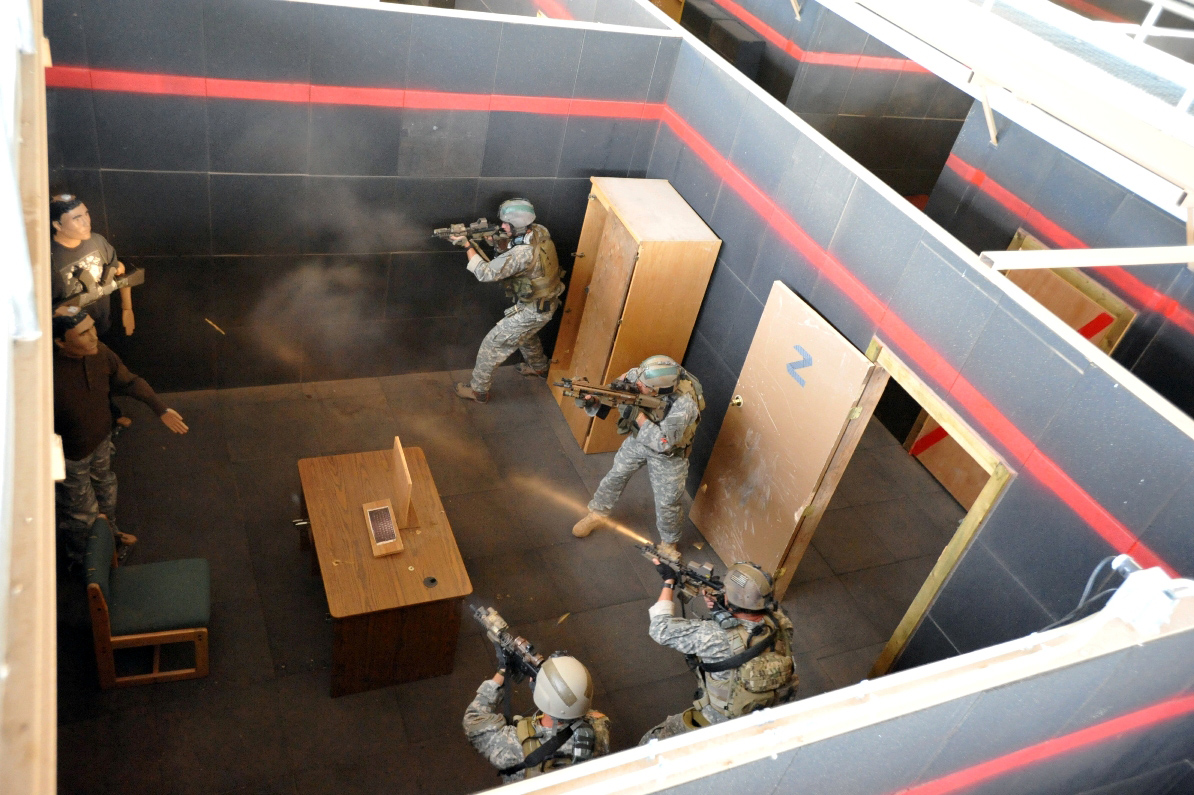
Особовий склад 3-го батальйону 10-ї групи спецоперацій проводить бойові стрільби в кілл-хаузі у Форті Карсон

## Історія
10-та група сформована 19 червня 1952 року її першим командиром полковником Аароном Бенком у Форт Брегг у Північній Кароліні. До кінця червня частина нараховувала 122 офіцера та солдата, більшість з них були ветеранами Управління стратегічних служб, рейнджерами та десантниками з часів Другої світової війни. Серед них було багато легендарних осіб, зокрема фінський офіцер Лаурі Тьорні. Основним призначенням групи було підготовка до розгортання партизанської війни на території Західної Європи в разі радянського вторгнення.
В 1953 році половина персоналу відбула до Західної Німеччини у міста Бад-Тельц та Ленггріс, а друга частина стала основою для формування 77-ї групи спецоперацій. В 1968 році більшість частини передислокували до Форту Девенс, у Массачусетсі, за винятком 1-го батальйону, що залишився в Німеччині. З 1994 по 1995 група спеціальних операцій перебазувалася до Форту Карсон, у Колорадо, де залишається й донині.
Із початку заснування 10-та група займалася тренуванням дружніх підрозділів з країн НАТО для ведення неконвенційних методів ведення війни. Згодом, коло тих, кого навчали, зростало: американські експерти тренували різні компоненти спеціальних сил з Лівану, Йорданії, Ємену, Ірану, а також курдських повстанців. Особовий склад групи брав участь у гуманітарних місіях в Конго, Сомалі, Руанді. У 1991 році під час підготовки до війни в Перській затоці, 10-та група розгорнулася на базах у Саудівській Аравії.
З початком війни проти тероризму, підрозділи групи найактивнішим чином залучалися до ведення спеціальних дій в Грузії, Північній Африці, Афганістані, Іраку.

## Відео
- 10th SFG(A) history [Архівовано 13 січня 2014 у Wayback Machine.]
- US Army's 10th Special Forces Group (Airborne) in Europe | Documentary Film